# Orient Express (film 1954)
Orient Express è un film del 1954 diretto da Carlo Ludovico Bragaglia.

## Trama
Il favoloso treno Orient Express deve fermarsi in una stazioncina di montagna per un guasto. Una bella contadinella, affascinata, lo visita e conosce un affascinante giornalista, poi, credendo che si tratti d'un ladro ricercato dalla polizia, lo sequestra per sottrarlo alla caccia. Chiarito l'equivoco i due si sposeranno.